# Dorcadion impressicolle
Dorcadion impressicolle là một loài bọ cánh cứng trong họ Cerambycidae.